# Добриковское сельское поселение
До́бриковское сельское поселение — муниципальное образование в северной части Брасовского района Брянской области. Центр — село Добрик.
Образовано в результате проведения муниципальной реформы в 2005 году путём объединения дореформенных Добриковского, Хотеевского и части Краснинского сельсоветов.

## Население
| 2010 | 2011 | 2012 | 2013 | 2014 | 2015 | 2016 | 2017 | 2018 |
| ---- | ---- | ---- | ---- | ---- | ---- | ---- | ---- | ---- |
| 774  | ↘773 | ↘737 | ↘723 | ↘706 | ↘676 | ↘667 | ↘630 | ↘606 |
| 2019 | 2020 | 2021 |      |      |      |      |      |      |
| ↘597 | ↘572 | ↘559 |      |      |      |      |      |      |

## Населённые пункты
| №  | Населённый пункт | Тип     | Население |
| -- | ---------------- | ------- | --------- |
| 1  | Балымово         | деревня | ↘8        |
| 2  | Вынчебесы        | деревня | ↘13       |
| 3  | Добрик           | село    | ↘336      |
| 4  | Ждановка         | деревня | ↘5        |
| 5  | Коммунар         | посёлок | ↗58       |
| 6  | Коростель        | деревня | ↘5        |
| 7  | Кретово          | село    | →86       |
| 8  | Новый Добрик     | посёлок | ↘18       |
| 9  | Телятниково      | село    | →5        |
| 10 | Хотеева          | село    | ↘189      |